# Junior Firpo
Héctor Junior Firpo Adames (* 22. srpna 1996 Santo Domingo), známý jako Junior Firpo nebo jako Junior, je profesionální fotbalista, který hraje na pozici krajního obránce či křídelníka za anglický klub Leeds United FC.

## Klubová kariéra

### Real Betis
Firpo se narodil v Santo Domingu, hlavním městě Dominikánské republiky, a v šesti letech se přestěhoval do Benalmádeny ve španělské Andalusii. a připojil se do akademie Real Betis v červnu 2014 ve věku 18 let z klubu Puerto Malagueño. Debutoval v rezervním týmu 15. února 2015, a to v zápase proti Granadě B v Segunda División B.
Dne 1. srpna 2017, poté, co strávil celou předsezónu s A-týmem, prodloužil Junior smlouvu do roku 2021. Svůj první zápas v hlavním týmu - a v La Lize-odehrál 12. února následujícího roku, při porážce 1:0 proti Deportivu La Coruña, stal se tak prvním hráčem narozeným v Dominikánské republice, který kdy nastoupil do zápasu La Ligy.
Junior vstřelil svůj první profesionální gól 17. března 2018, a to když otevřel skóre zápasu proti Espanyolu. Dne 19. srpna souhlasil s prodloužením smlouvy do roku 2023. 11. listopadu, v zápase proti Barceloně, nejprve otevřel ve 20. minutě skóre a poté v 83. minutě asistoval na vítěznou branku Sergia Canalese. Zápas skončil vítězstvím Betisu 4:3.

### Barcelona
Dne 4. srpna 2019 přestoupil Junior do katalánské Barcelony za částku okolo 20 miliónů euro. V klubu podepsal pětiletou smlouvu. V týmu měl roli levého obránce číslo dva, a to za zkušeným Jordim Albou. Debutoval o tři týdny později při domácím vítězství 5:2 nad svým bývalým klubem, Realem Betis, když hrál posledních devět minut po vystřídání Rafinhy. 28. září vstřelil Junior svůj první gól v dresu Blaugranas, v zápase proti Getafe dal na konečných 2:0. 27. listopadu debutoval v Lize mistrů UEFA při vítězství 3:1 nad Borussií Dortmund v základní sestavě.
Dne 13. února 2021 vstřelil Firpo svůj druhý (a poslední) gól za Barcelonu při domácím vítězství 5:1 nad Alavés.

### Leeds United
Dne 6. července 2021 se Firpo přesunul do anglického Leedsu United za poplatek ve výši 15 milionů euro, přičemž Barcelona získá 20% z případných budoucích přestupů. Očekávalo se, že nahradí Ezgjana Alioskiho na pozici levého obránce po vypršení Alioského smlouvy. Debutoval 14. srpna v druhém poločase prvního kola Premier League proti Manchesteru United na stadionu Old Traffordu, kde při prohře 5:1 vystřídal Rodriga.

## Reprezentační kariéra
Přestože se narodil v Dominikánské republice, strávil většinu svého života ve Španělsku a má tedy dvojí občanství. 9. října 2015 odehrál celý druhý poločas prohry 0:6 v neoficiálním přátelském zápase Dominikánské republiky proti brazilskému olympijskému týmu.
Dne 31. srpna 2018 byl Junior povolán do španělské reprezentace do 21 let na dva kvalifikační zápasy na Mistrovství Evropy 2019 proti Albánii a Severnímu Irsku. Debutoval 7. září při výhře 3:0 nad Albánií.

## Statistiky
K 17. září 2021
| Klub         | Sezóna  | Liga           | Liga   | Liga | Národní pohár | Národní pohár | Ligový pohár | Ligový pohár | Evropské poháry | Evropské poháry | Ostatní | Ostatní | Celkem | Celkem |
| Klub         | Sezóna  | Liga           | Zápasy | Góly | Zápasy        | Góly          | Zápasy       | Góly         | Zápasy          | Góly            | Zápasy  | Góly    | Zápasy | Góly   |
| ------------ | ------- | -------------- | ------ | ---- | ------------- | ------------- | ------------ | ------------ | --------------- | --------------- | ------- | ------- | ------ | ------ |
| Real Betis   | 2017/18 | La Liga        | 14     | 2    | 0             | 0             | —            | —            | 0               | 0               | —       | —       | 14     | 2      |
| Real Betis   | 2018/19 | La Liga        | 24     | 3    | 1             | 0             | —            | —            | 4               | 0               | —       | —       | 29     | 3      |
| Real Betis   | Celkem  | Celkem         | 38     | 5    | 1             | 0             | —            | —            | 4               | 0               | —       | —       | 43     | 5      |
| Barcelona    | 2019/20 | La Liga        | 17     | 1    | 2             | 0             | —            | —            | 4               | 0               | 0       | 0       | 23     | 1      |
| Barcelona    | 2020/21 | La Liga        | 7      | 1    | 4             | 0             | —            | —            | 6               | 0               | 1       | 0       | 18     | 1      |
| Barcelona    | Celkem  | Celkem         | 24     | 2    | 6             | 0             | —            | —            | 10              | 0               | 1       | 0       | 41     | 2      |
| Leeds United | 2021/22 | Premier League | 4      | 0    | 0             | 0             | 1            | 0            | —               | —               | 0       | 0       | 5      | 0      |
| Celkem       | Celkem  | Celkem         | 66     | 7    | 7             | 0             | 1            | 0            | 14              | 0               | 1       | 0       | 89     | 7      |

## Ocenění

### Klubové

#### Barcelona
- Copa del Rey: 2020/21

### Reprezentační

#### Španělsko U21
- Mistrovství Evropy do 21 let: 2019[20]